# Balduin VI. (Flandern)

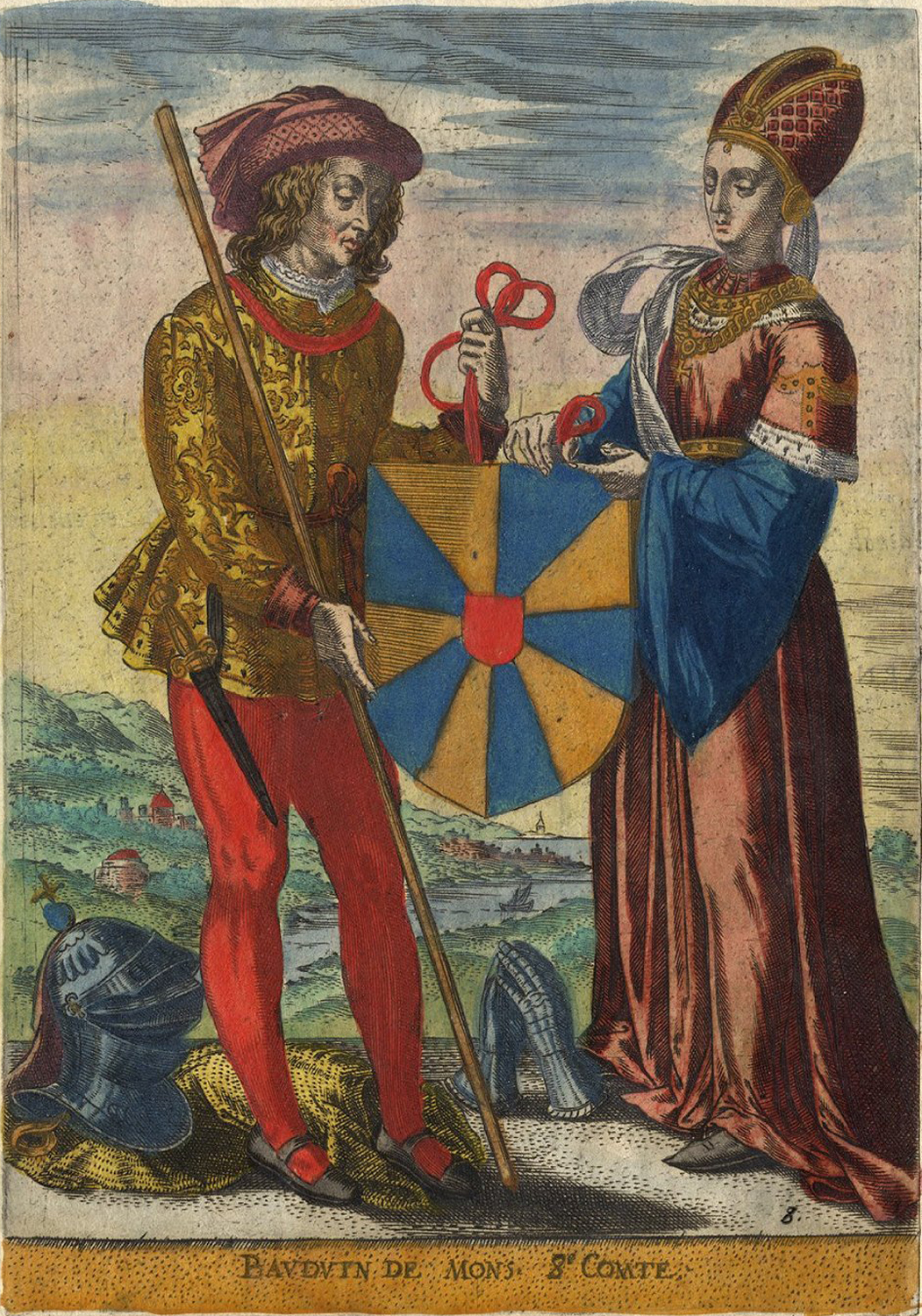
Balduin VI und Richilde von Hennegau, Flandria illustrata

Balduin VI. der Gute, auch Balduin von Mons genannt, (* 1030; † 17. Juli 1070) war seit 1051 als Balduin I. ein Graf von Hennegau und seit 1067 ein Graf von Flandern aus dem Haus Flandern. Er war der älteste Sohn des Grafen Balduin V. des Frommen und der Adela, einer Tochter König Roberts II. von Frankreich.
Balduin wurde von seinem Vater zur Erziehung an den Hof König Heinrichs III. gesandt, von welchem er auf dem Hoftag von Goslar 1045 mit der Mark Antwerpen (Reichsflandern) beliehen wurde. 1050 wurde er wieder nach Flandern befohlen, nachdem sich sein Vater gegen den Kaiser erhoben hatte, was den Verlust Antwerpens nach sich zog. Im Folgejahr wurde Balduin mit der Witwe des Grafen von Hennegau, Richilde, verheiratet, was für das Haus Flandern eine beträchtliche Erweiterung seines Territoriums in das Reichsgebiet hinein bedeutete. In den nächsten Jahren unterstützte Balduin seinen Vater im Kampf gegen den Kaiser, welcher 1054 bis nach Flandern hinein vorgedrungen war. Der Kampf endete aber im Herbst 1056 zugunsten Flanderns mit dem Tod des Kaisers, worauf Balduin mit seinem Vater auf dem im Dezember folgenden Kölner Hoftag nach der Vermittlung Papst Viktors II. dem neuen Kaiser, Heinrich IV., huldigte und somit den Gewinn des Hennegaus bestätigt bekam.
Balduin beerbte 1067 seinen verstorbenen Vater in Flandern, womit es erstmals zu einer Personalunion Flandern-Hennegau kam. Er selbst starb aber schon 1070 nach einer kurzen Herrschaft. Für seinen unmündigen ältesten Sohn, Arnulf III., übernahm seine Witwe die Regentschaft, gegen die sich aber Balduins jüngerer Bruder Robert der Friese erhob, welcher in der Schlacht von Cassal (22. Februar 1071) siegte und Arnulf III. tötete. Richilde floh in den Hennegau, den sie für ihren zweiten Sohn Balduin II. († 1098) bewahren konnte.
Die direkten Nachkommen Balduins VI. gelangten erst 1191 wieder in den Besitz von Flandern.